# Kardinaal-nepoot

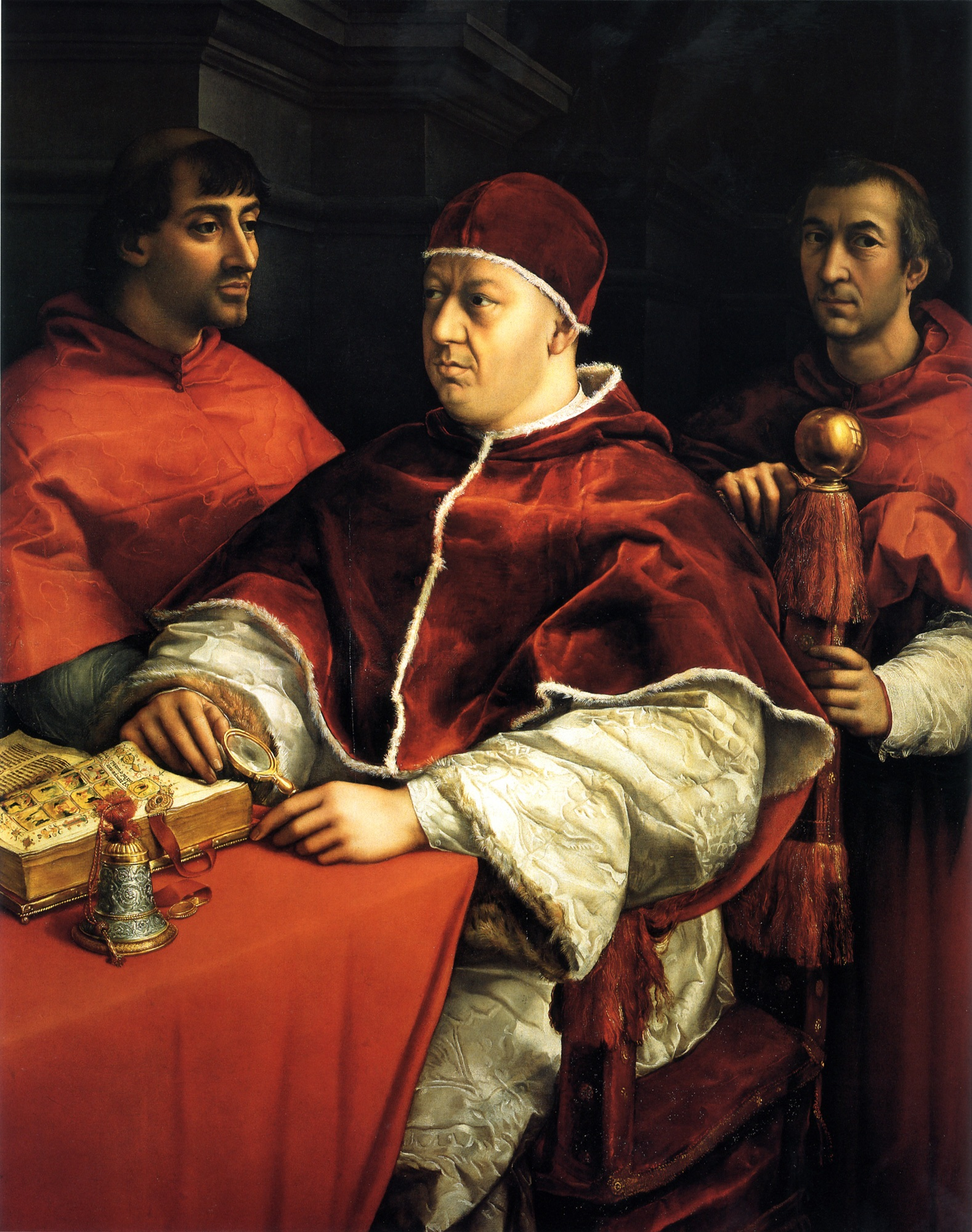
Paus Leo X met op de achtergrond twee neven die benoemd werden tot kardinaal-nepoot: Giulio de' Medici (werd paus Clemens VII; l) en Luigi de' Rossi

Een kardinaal-nepoot, of kardinaal-neef (Latijn: cardinalis nepos) was een kardinaal, die gepromoveerd werd door een paus, die ofwel een oom, dan wel een directe bloedverwant was.
Het begrip nepotisme (Latijn: nepos = neef) vond zijn oorsprong in deze praktijk. Deze vorm van begunstiging - door velen gezien als corruptie - binnen de Rooms-Katholieke Kerk zou beëindigd worden door de bul Romanum Decet Pontificem, uitgevaardigd door paus Innocentius XII in 1692.

## Het begin
Op 13 april 1059 werd per pauselijke bul In Nomine Domini door paus Nicolaas II bepaald, dat de kardinaal-bisschoppen de enige keuzeheren zouden zijn voor een nieuwe paus, daarin bijgestaan door en met de toestemming van de kardinaal-diakens, kardinaal-priesters, leken en de keizer van het Heilig Roomse Rijk. Hiermee werd een duidelijke aanzet gegeven tot de positie van kardinalen binnen de kerkelijke hiërarchie, want naast de pauskeuze werden ook in deze bul grotere bevoegdheden aan de kardinalen gegeven in de periode van de sede vacante, de periode zonder paus.
| Pauselijke familie | Pauselijke familie | Pauselijke familie | Pauselijke familie | Pauselijke familie |
| ------------------ | ------------------ | ------------------ | ------------------ | ------------------ |
|                    |                    |                    |                    |                    |
| Benedictus VIII    |                    | Johannes XIX       |                    | Benedictus IX      |
| (Paus: 1012-1024)  |                    | (Paus: 1024-1032)  |                    | (Paus: 1032-1048)  |

Het was in die periode, dat de eerste uiting van nepotisme binnen de kerk zichtbaar werd. Paus Benedictus VIII benoemde Lotarius tot de eerste kardinaal-nepoot, en benoemde vervolgens zijn broer (die na hem paus Johannes XIX werd) en zijn neef Theophylactus (de latere paus Benedictus IX) tot kardinaal-diaken. Dat dit soort bevoordelingen gedoemd was tot misstanden kwam al naar voren bij de benoeming van de laatstgenoemde neef van Benedictus VIII; Theophylactus was op zijn hoogst 12 toen hij al het ambt toebedeeld kreeg van bisschop-deken.
Het benoemen van eigen familieleden kwam voort uit het vergroten van de familiebelangen, niet alleen binnen de pauselijke, maar ook in andere gebieden, waar de kerkelijke hoogwaardigheidsbekleders naast de kerkelijke macht ook de wereldlijke macht uitoefenden. Een evenzo belangrijke overweging was de vertrouwensrol die familieleden bij de paus vervulden. In de roerige tijden van de late Middeleeuwen speelden de verschillende facties in de kerk, gesteund door de verschillende vorstenhuizen, een belangrijke rol. Vooral de invloed van de keizer van het Heilige Roomse Rijk speelde daarbij een cruciale rol.
Het verzet tegen die invloed resulteerde in de Investituurstrijd, waarbij paus Gregorius VII een belangrijke rol speelde door zich kritisch uit te laten over de inmenging van de keizer inzake de pauskeuze. Hierop volgde een conflict, waarbij de keizer een tegenpaus benoemde en de Gregorius uit Rome verdreef. Het onderstreepte het belang van de steun aan de paus door o.a. het pauselijk hof en door de oprichting van het College van Kardinalen in 1130 groeide de betekenis van deze kerkelijke leiders verder uit.

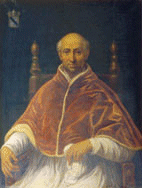
Paus Clemens VI

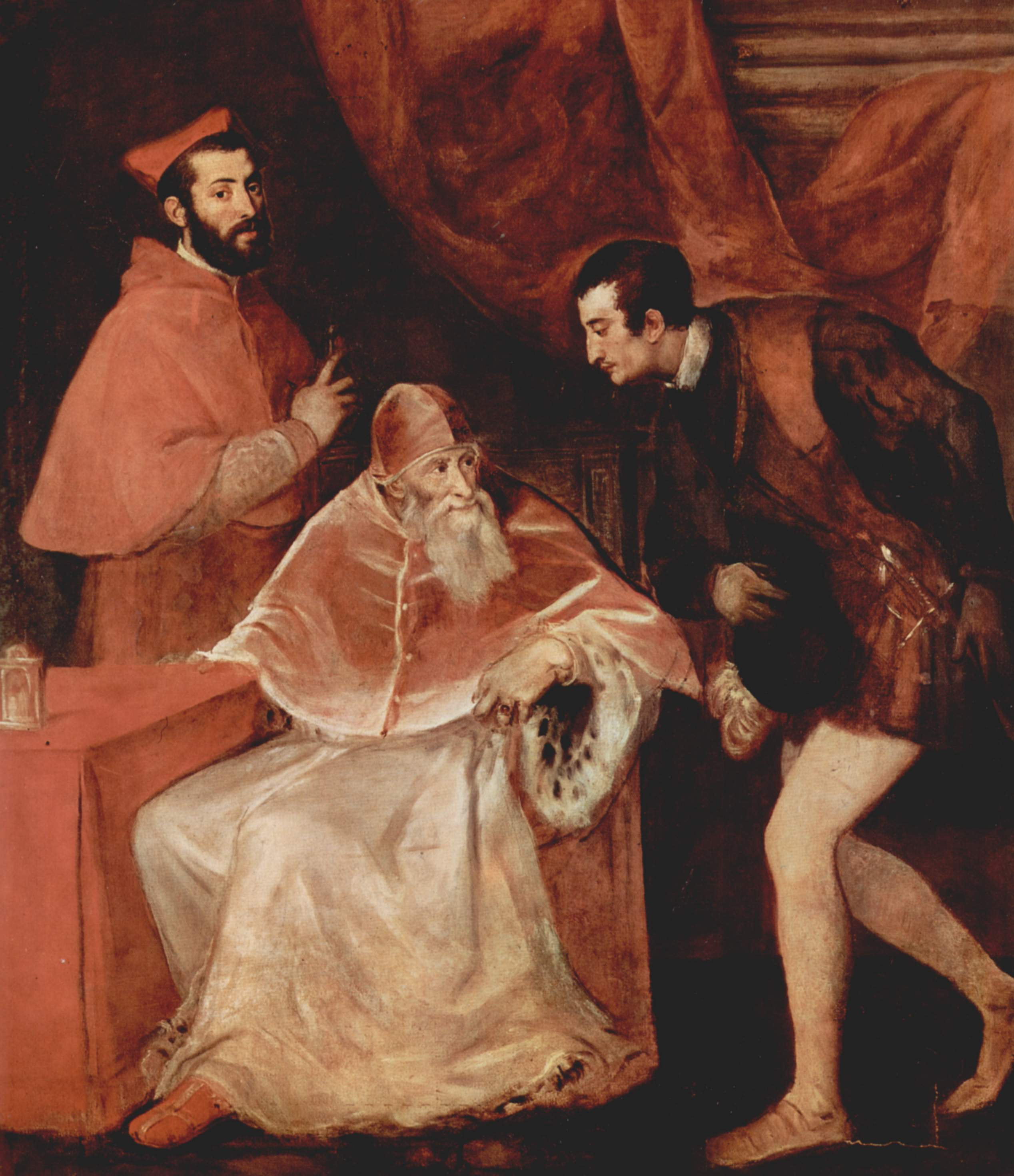
Paus Paulus III met Allessandro Farnese (l) en Ottavio Farnese (r)

De Babylonische ballingschap der pausen (1309-1376) bevestigde opnieuw hoe belangrijk bondgenoten waren voor de paus en een van de pausen die resideerde in Avignon tijdens deze ballingschap, paus Clemens VI (1342-1352), gaf op grote schaal invulling aan het begrip kardinaal-nepoot: vlak na zijn benoeming tot paus werden zes neven tot kardinaal benoemd, met een paar jaar later nog drie benoemingen. Onder hen de latere paus Gregorius XI.
Hoewel bij de aanloop van de pauskeuze in 1464 — waarbij uiteindelijk paus Paulus II gekozen zou worden — werd besloten om onder andere het aantal te benoemen kardinaal-neven tot één per pontificaat te reduceren om zodoende de macht van het College van kardinalen te versterken, weerhield dat de volgende pausen niet het nepotisme op grote schaal te continueren; Paulus III begunstigde zijn kleinzoon Alessandro Farnese –lid van het Huis Farnese en broer van Ottavio Farnese, de echtgenoot van Margaretha van Parma- en benoemde zijn 15-jarige kleinzoon Ranuccio Farnese eveneens tot kardinaal op Sicilië. Paulus IV liet in feite het gehele bestuur over aan zijn kardinaal-neef, Carlo Carafa, die beschuldigd werd van het uitgeven van pauselijke gelden aan zijn maîtresse; Paulus IV nam hem echter in bescherming.

## Lijst van kardinaal-nepoten die paus werden
| 11e eeuw      | Paus             | Kardinaal-nepoot            | Gekozen naam    |  |
| ------------- | ---------------- | --------------------------- | --------------- |  |
|               | Benedictus VIII  | Giovanni                    | Johannes XIX    |  |
| Theophylactus | Benedictus VIII  | Benedictus IX               |                 |  |
| 12e eeuw      | Paus             | Kardinaal-nepoot            | Gekozen naam    |  |
|               | Honorius II      | Corrado de Suburra          | Anastasius IV   |  |
|               | Clemens III      | Lotario de' Conti           | Innocentius III |  |
|               | Innocentius III  | Ugolino dei Conti di Segni  | Gregorius IX    |  |
| 13e eeuw      | Paus             | Kardinaal-nepoot            | Gekozen naam    |  |
|               | Gregorius IX     | Rinaldo di Jenne            | Alexander IV    |  |
|               | Innocentius IV   | Ottobuono Fieschi dei Conti | Adrianus V      |  |
| 14e eeuw      | Paus             | Kardinaal-nepoot            | Gekozen naam    |  |
|               | Johannes XXII IV | Jacques Fournier            | Benedictus XII  |  |
|               | Clemens VI       | Pierre-Roger de Beaufort    | Gregorius XI    |  |
| 15e eeuw      | Paus             | Kardinaal-nepoot            | Gekozen naam    |  |
|               | Gregorius XII    | Gabriele Condulmer          | Eugenius IV     |  |
|               | Eugenius IV      | Pietro Barbo                | Paulus II       |  |
|               | Calixtus III     | Rodrigo Borja               | Alexander VI    |  |
|               | Pius II          | Francesco Piccolomini       | Pius III        |  |
|               | Sixtus IV        | Giuliano della Rovere       | Julius II       |  |
|               | Innocentius VIII | Giovanni de' Medici         | Leo X           |  |
| 16e eeuw      | Paus             | Kardinaal-nepoot            | Gekozen naam    |  |
|               | Leo X            | Giulio de' Medici           | Clemens VII     |  |
| 17e eeuw      | Paus             | Kardinaal-nepoot            | Gekozen naam    |  |
|               | Clemens X        | Vincenzo Maria Orsini       | Benedictus XIII |  |
| 18e eeuw      | Paus             | Kardinaal-nepoot            | Gekozen naam    |  |
|               | Pius VI          | Barnaba Chiaramonti         | Pius VII        |  |